# Stefania tamacuarina
Espèce
Statut de conservation UICN

 DD  : Données insuffisantes
Stefania tamacuarina est une espèce d'amphibiens de la famille des Hemiphractidae.

## Répartition
Cette espèce se rencontre de 1 160 à 1 270 m d'altitude sur le pico Tamacuari dans la Sierra Tapirapecó à la frontière entre les États d'Amazonas au Venezuela et d'Amazonas au Brésil.

## Description
La femelle holotype mesure 50 mm.

## Étymologie
Son nom d'espèce lui a été donné en référence au lieu de sa découverte, le pico Tamacuari.

## Publication originale
- Myers & Donnelly, 1997 : A tepui herpetofauna on a granitic mountain (Tamacuari) in the borderland between Venezuela and Brazil : report from the Phipps Tapirapecó Expedition. American Museum Novitiates, no 3213, p. 1–71 (texte intégral).